# Anarta fagnouli
Anarta fagnouli är en fjärilsart som beskrevs av Guth 1928. Anarta fagnouli ingår i släktet Anarta och familjen nattflyn. Inga underarter finns listade i Catalogue of Life.